# Rusholme
Rusholme is een plaats in het bestuurlijke gebied City of Manchester, in het Engelse graafschap Greater Manchester. De plaats telt 14.422 inwoners.

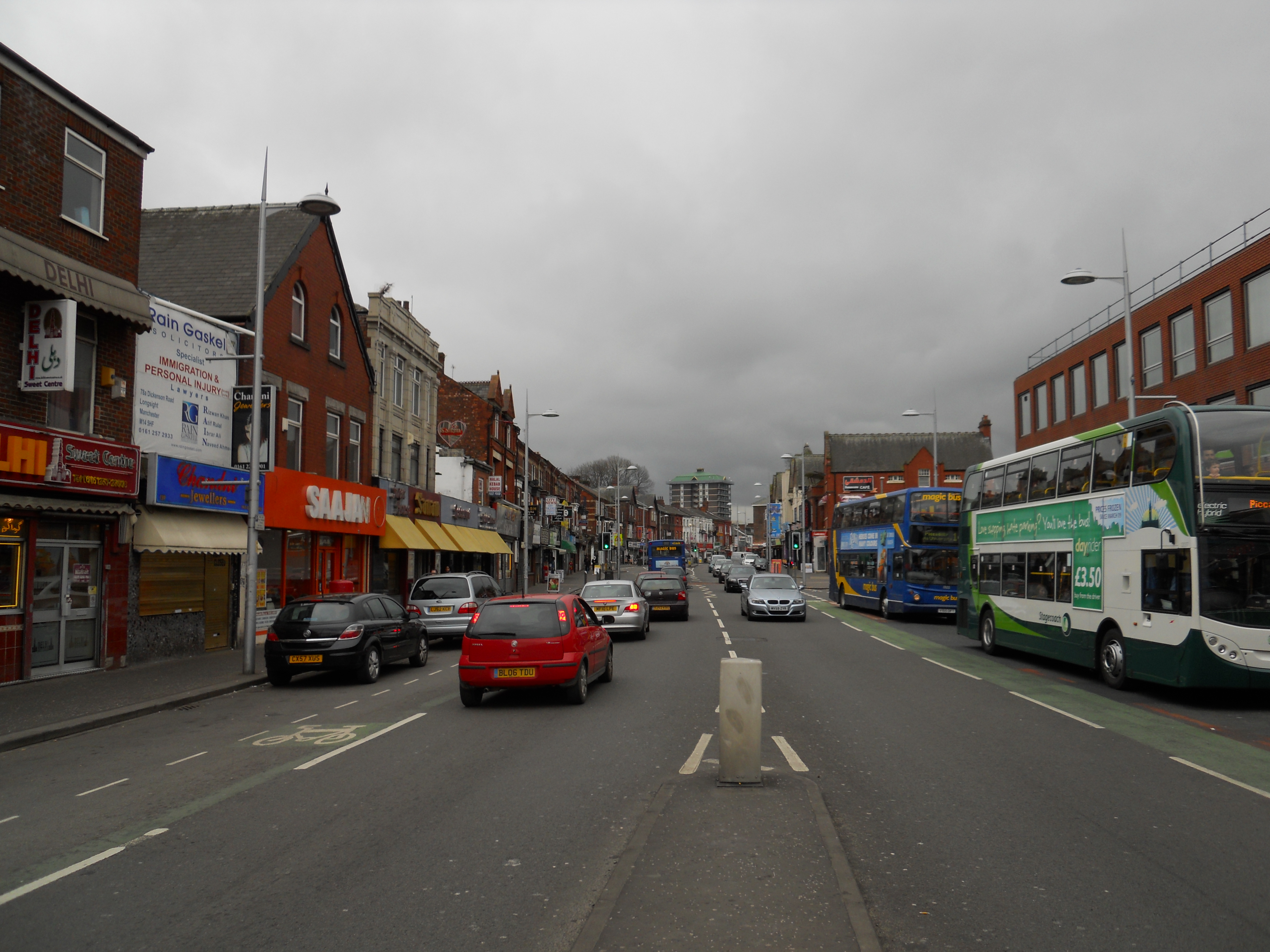
Wilmslow Road
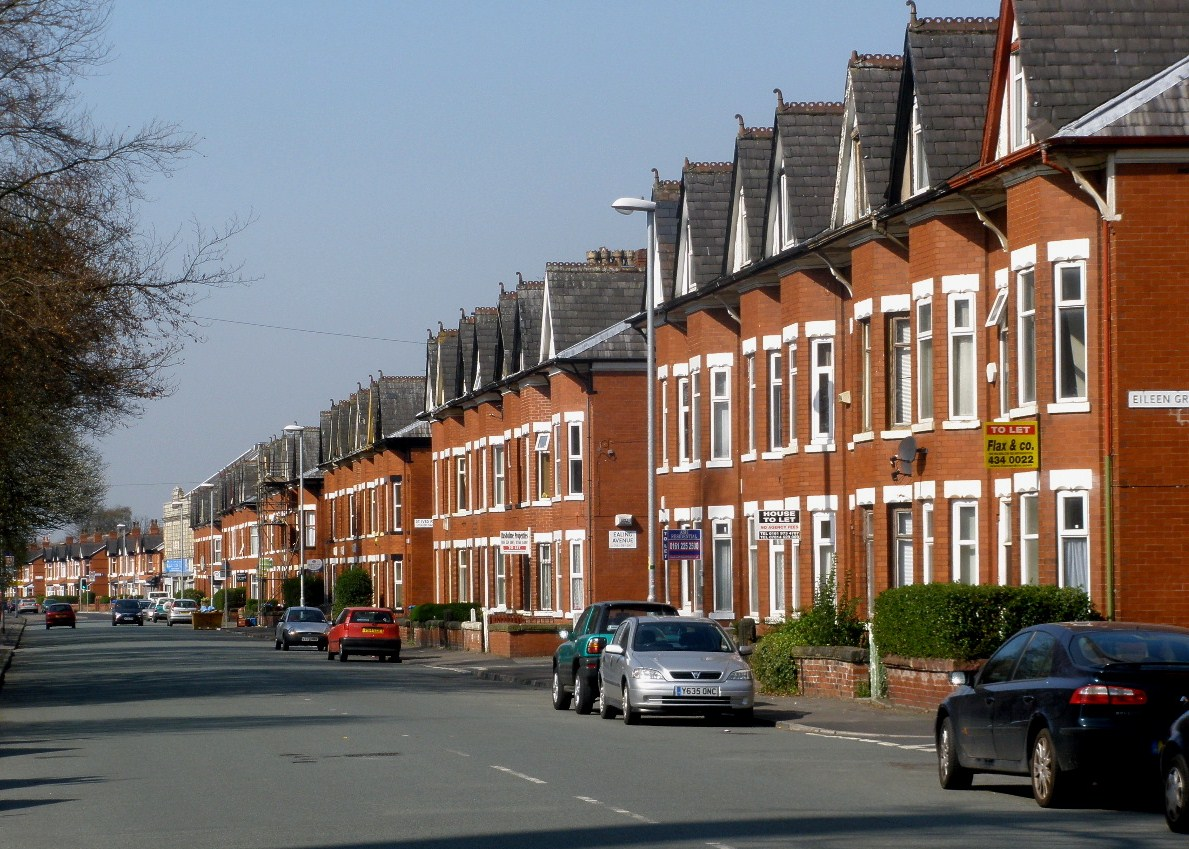
Platt Lane
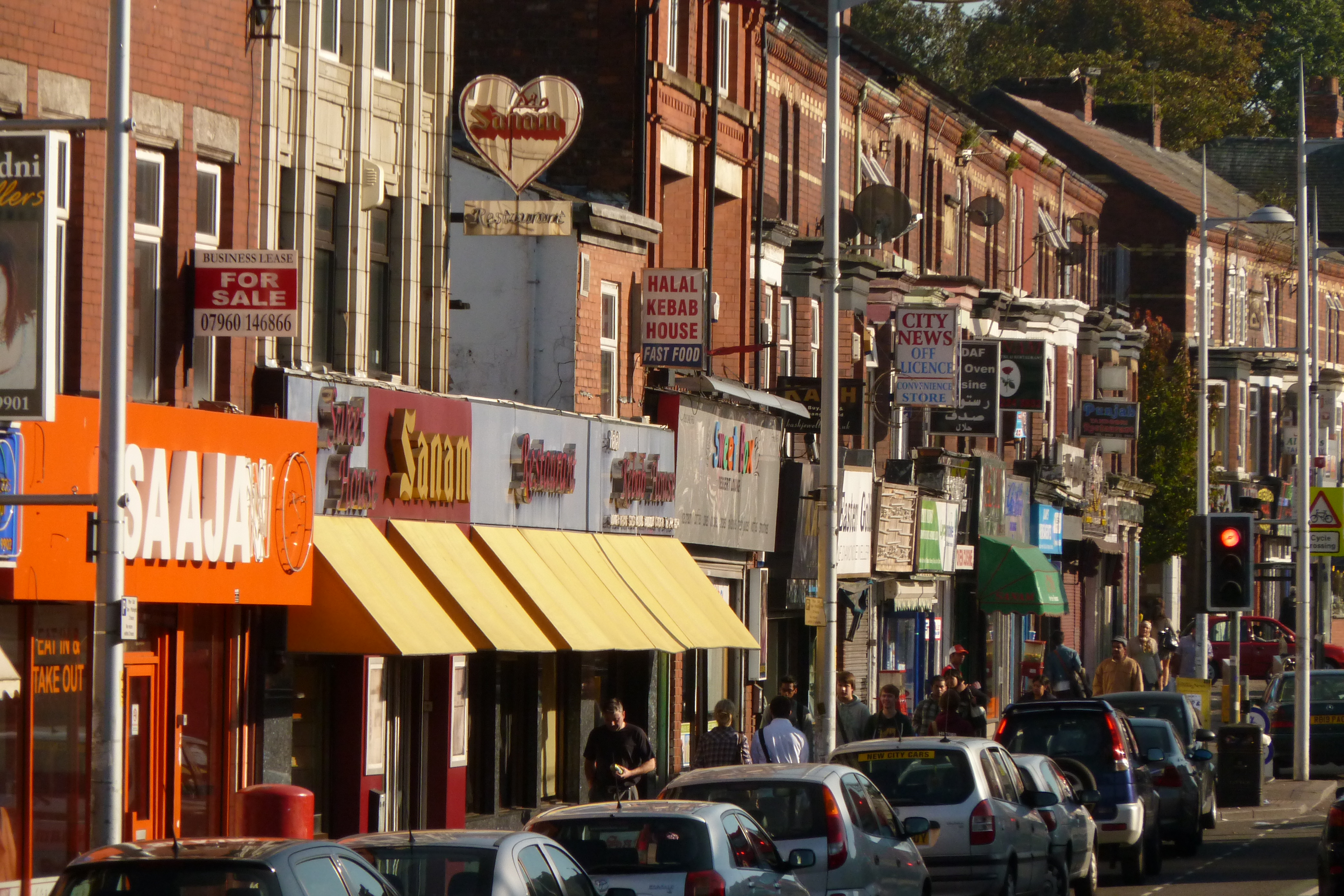
Winkels in Rusholme